# دانشنامه کتابخانه و دانش اطلاعات
دانشنامه کتابخانه و دانش اطلاعات (انگلیسی:Encyclopedia of library and information science) دانشنامه‌ای معتبر در تقریباً تمام زمینه‌های مربوط به کتابخانه‌ها و اطلاعات و مشتمل بر سی و سه جلد کتاب و دو جلد نمایه‌است که به وسیله ۱۳۰۰ تن از متخصصان تراز اول بین‌المللی نوشته شده و برای کتابدارها، دانشمندان علوم رایانه و اطلاعات، دانش آموزان، محققان و تحلیلگران سیستم امکان دسترسی آسان به روشها و ابزارهای دانش اطلاعات و کتابخانه فراهم می‌کند.